# Cratere Cassini (Marte)
Cassini è un grande cratere sulla superficie di Marte, di oltre 400 chilometri di diametro.
Il cratere è dedicato all'astronomo italiano Giovanni Cassini.